# 브루스 M. 피셔
브루스 M. 피셔(Bruce M. Fischer, 1936년 3월 20일 ~ 2018년 4월 11일)는 미국의 배우이다.
그린즈버러에서 태어났다.

## 영화
- 라디오 액터 (1996년)
- 마피아 알 카포네 (1987년)
- CIA 요원 닉 (1987년)
- 머나먼 시애틀 (1985년)
- 시티 히트 (1984년)
- 블랙 로드 (1981년)
- 도박사(영어판) (1980년)
- 해저드 마을의 듀크 가족 (1979년)
- 알카트라즈 탈출 (1979년)
- 꿈꾸는 낙원 (1978년)
- 불타는 서부 - 78년 시리즈 (1978년)
- 프러쉬 (1977년)
- 일렉트라 우먼 앤 다이나 걸 - 76년 TV시리즈 (1976년)
- 무법자 조시 웰즈 (1976년)
- 덕 (1971년)
- 지옥으로 불리는 마을 (1971년)